# ESPN 3D
ESPN 3D är en tv-kanal inom nätverket ESPN som lanserades 11 juni 2010 i USA i 3D-format. Den 5 januari 2010 presenterades planerna och det första programmet var öppningsmatchen i Fotbolls-VM 2010.
Kanalen var den första nationella 3DTV-kanalen i hela världen, MSG Network hade redan sänt 3D-matcher med New York Rangers under namnet "MSG 3D" den 24 mars 2010, men endast lokalt över USA. DirecTV, Comcast och AT&T U-verse är operatörerna som sänder ESPN 3D vid lanseringen.
I juni 2013 annonserades att kanalen läggs ned vid det kommande årsskiftet.